# Ácido gédico
El ácido gédico, o ácido tetratriacontanoico, es un ácido carboxílico de 34 carbonos de longitud y un ácido graso saturado. Se encuentra en el algodón, la carnauba, la cera de candelilla y en la cera ghedda (cera de abejas silvestres), de donde deriva su nombre común.